# Pikéthy Tibor
Kisfaludi Pikéthy Tibor (K. Pikéthy Tibor) (Komárom, 1884. március 28. – Vác, 1972. július 21.) magyar zeneszerző, karnagy, orgonaművész.

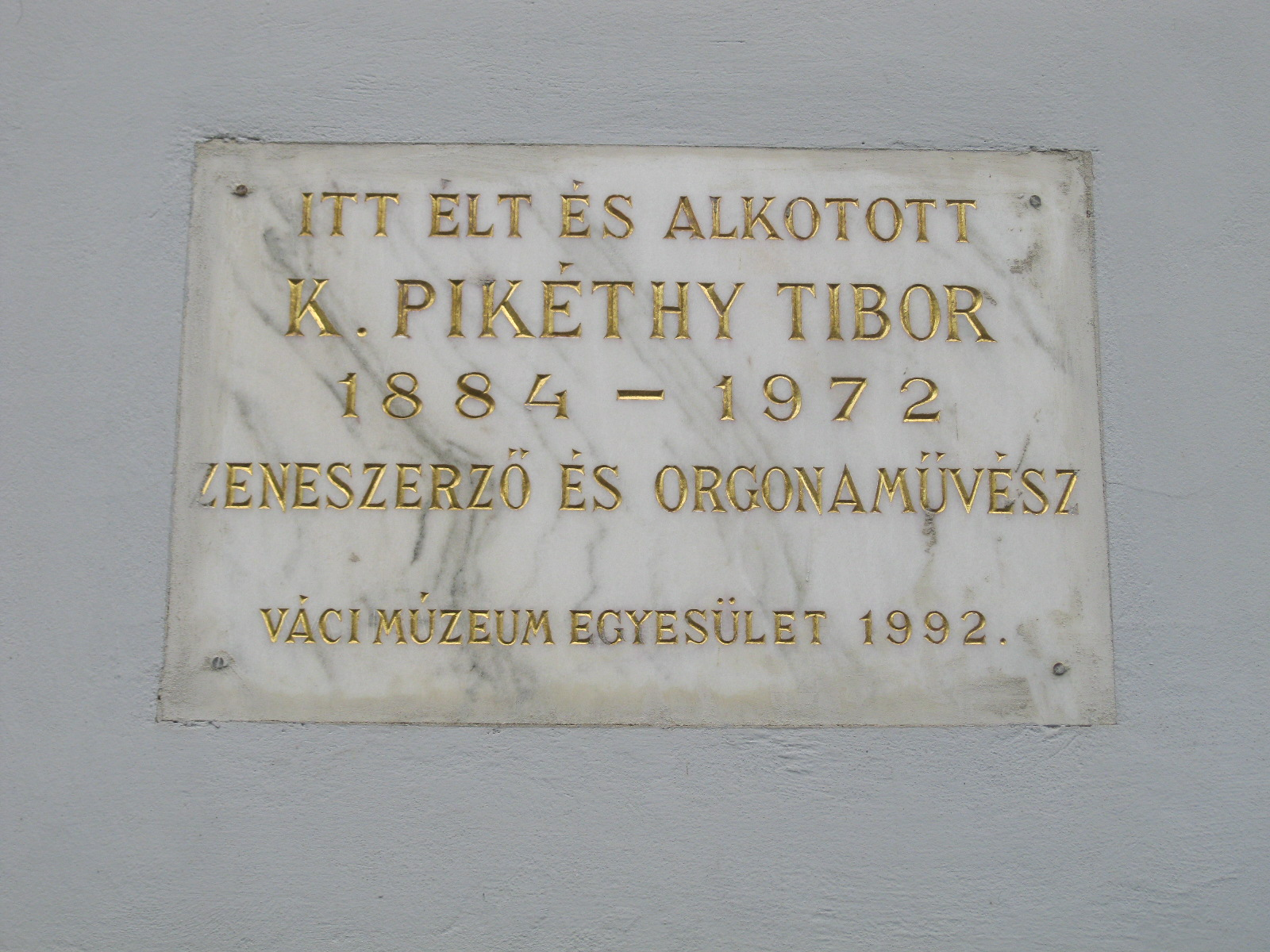
K. Pikéthy Tibor emléktábla Vácon. Migazzi Kristóf tér 2.

## Életpályája
1885-ben Albertfalvára költözött a család. 1891-ben Nagykanizsára költöztek édesapja munkája miatt (állomásfőnök volt). Nagykanizsán végezte el a helyi katolikus elemi iskolát és kezdte meg a gimnáziumot. A piaristáknál 1893 és 1899 között végezte el az 1-5. gimnáziumi osztályokat (a 3-at kétszer járta). Ezután 1900 és 1904 között a négyéves győri tanítóképzőben szerzett diplomát. 1902-ben adták ki első zongoraművét. 1907-ben magánúton elvégezte a Zeneakadémia tanárképző szakát. Kezdetben Pannonhalmán, majd 1915-től Vácon oktatott; a püspöki székesegyház karnagya és orgonistája volt. 1916-ban jelent meg első műve; Schubert (Franz) és emlékei Magyarhonban címmel. 1917-től a Zeneművészeti Főiskolán karnagyi és zeneszerzői diplomát szerzett, ahol Herzfeld Viktor oktatta. 1934-ben Vácott zeneiskolát alapított, ahol igazgatóként zeneelméletet és összhangzattant oktatott; 2004-ben az intézmény felvette nevét. 1946-ban egyházzenei igazgató lett. Egy ideig a Nemzeti Zenedében tanított.
Életműve 105 Opus: zongora-, énekkari és orgonamű. Cantilena és Gyászzene című művei egy füzetben jelentek meg (Budapest, 1964) 80. születésnapjára.

## Családja
Szülei: Pikéthy Gusztáv (1843–1899) és Ritter Stefánia Janka (1851–1915) voltak. Kétszer nősült; első felesége Gaulachner Terézia (1885–1954) volt, akivel 1906. december 8-án kötött házasságot. Egy lánya született: Pikéthy Alexa Cornelia (1919-?). Második felesége Mányai Mária szoprán énekesnő volt. Pikéthy Gusztáv (1805–1876), Pikéthy Tibor nagyapjának testvére volt.

## Művei
- Te Deum. Gyászének (1923)
- Orgonamuzsika (1925, bővített kiadás; 1976)
- Missa pro pace (1934)
- B-A-C-H Fantázia Op.28 (1949)
- Introductio és Fuga (1960)